# Десницкая, Екатерина Ивановна

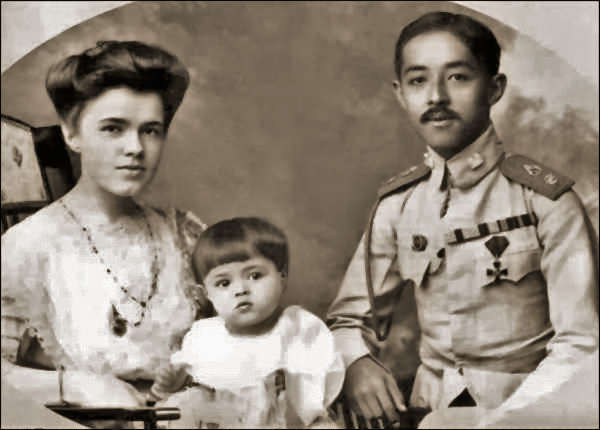
Чакрабон, Екатерина Десницкая и принц Чула

Екатери́на Ива́новна Десни́цкая (27 апреля [9 мая] 1886, Луцк, Волынская губерния — 3 января 1960, Париж) — волынская дворянка, участница войны с Японией и кавалер Георгиевского креста (1904). Жена сиамского принца Чакрабона (в 1906—1919 годы). История их любви описана в нескольких литературных произведениях.

## Детство и юность

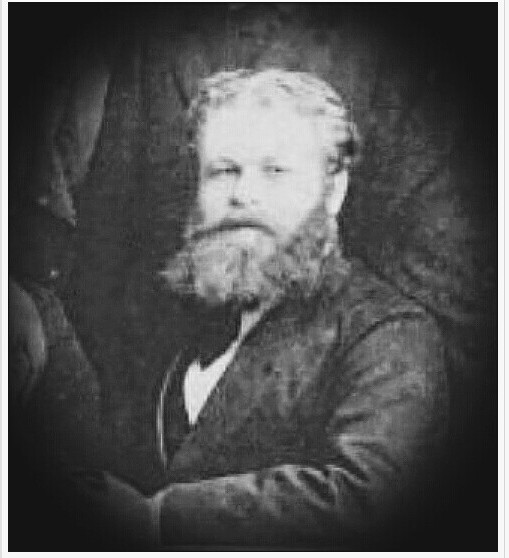
Отец Екатерины Ивановны. Иван Степанович Десницкий.

Отец. Иван Степанович Десницкий. Родился в 1838 году в семье бедного сельского дьячка. Первое образование получил в духовной семинарии. После поступает в Московский университет, который успешно заканчивает в 1866 году. Курс юридического факультета окончил кандидатом.
В 1866 году начинает свою трудовую деятельность в должности помощника секретаря Московского окружного суда. В 1869 году переводят в город Нижний Новгород. С октября 1870 г. он стал членом окружного суда города Самары, затем членом Самарской судебной палаты. В апреле 1874 г. председателем-товарищем Самарского окружного суда.
В январе 1877 г. награждён орденом Св. Станислава 2 степени. В 1877 г. при тушении кафедрального собора г. Самары, вместе со всеми отличившимися горожанами, заслужил благословение святейшего Синода. В мае 1880 г. был назначен членом Киевской окружной судебной палаты, а через три года переведен на должность председателя Луцкого окружного суда. Получает дворянский титул. Скоропостижно скончался 28 июня 1888 г. в г. Луцке. Похоронен на кладбище луцкого кафедрального собора Святой Троицы. На постаменте могилы высечены слова «Достойнейшему представителю суда от сослуживцев, адвокатуры, нотариата и жителей Луцкого судебного округа.»
Первый брак. Во время учёбы, несмотря на материальные трудности, женился на Каролине Карловне (Клементьевне) урожд. Геклин (? — 1882, ?) — французской подданной, реформатского вероисповедания. В браке было шестеро детей:
- Владимир (05.06.1867, Москва — ?)
- Надежда (29.07.1869, Нижний Новгород — ?)
- София (19.09.1871, Самара — 12.12.1872, Самара)
- Евгения (26.11.1873, Самара — 1942, ?)
- Николай (10.10 1875, Самара — ?)
- Александр (1881, Киев — 1943, ?)

Мать. Мария Михайловна Десницкая (урожд. Хижнякова) (20.06.1851 — зима 1903, Киев). В 1868 г. окончила Полтавский Институт благородных девиц (ныне Полтавский национальный технический университет имени Юрия Кондратюка). Получила серебряную медаль.
В первом браке была замужем за талантливым инженером польских корней Петром Владимировичем Верди (1851-01.08.1878 гг.). Он принимал участие в строительстве Дарницкого моста в Киеве. Умер от чахотки в возрасте 27 лет, похоронен на кладбище Выдубицкого монастыря в Киеве. Мария Михайловна осталась с двумя малолетними детьми. Аллой (в замуж. Томашевской) (1875—1933) и Сергеем (1876—1904).
В 1883 г. вышла за вдовца с пятью детьми Ивана Степановича Десницкого.
В этом браке родилось двое детей: Иван (1883, Киевская губерния — 1922, Харбин) и Екатерина (27 апреля 1886, Луцк — 3 января 1960, Париж).
Отец умер, когда Кате было 2 года. Вместе с матерью и старшим братом Иваном жила в Киеве. Училась в Фундуклеевской женской гимназии (окончила её в 1904 году).
После смерти матери (1903) жила с братом, студентом университета, в Санкт-Петербурге. Окончив курсы сестёр милосердия, отправилась на Дальний Восток, где шла русско-японская война. Возвратилась оттуда с тремя наградами, включая Георгиевский крест (Десницкая была одной из четырёх женщин, получивших Знак отличия ордена святого Георгия во время Русско-японской войны и медали на владимирской и аннинской лентах.

## Брак
В 1904 году Десницкая познакомилась с сиамским принцем Чакрабоном (вторым сыном короля Рамы V), который получал военное образование в Санкт-Петербурге, был выпускником Пажеского корпуса (1902).
В 1906 году вышла за него замуж. Венчание состоялось в Константинополе в греческой церкви Святой Троицы.
«Дорогой Ваня… Если бы ты знал, что это за прекрасная, честная, добрая личность. Конечно, многие, говоря о моем замужестве, упоминают только о богатстве и роскоши, а о счастии молчат, но я скажу, что больше любить, понимать и уважать друг друга невозможно, и никому не желаю лучшей семейной жизни. Так люблю его, как даже и не думала», — писала Екатерина своему брату о чувствах к мужу. Сиамская королевская семья вначале холодно приняла брак, а принц был исключён из числа наследников престола.
28 марта 1908 года у супругов родился сын, которого назвали Чула. После рождения ребёнка опала Чакрабона прекратилась. Екатерина сделала всё, чтобы вписаться в новую жизнь: выучила тайский язык, уважала обычаи, наладила добрые отношения со свекровью.
В 1910 году король Чулалонгкорн, отец Чакрабона, умер; королём стал Вачиравуд, бездетный старший брат Чакрабона, назначивший его наследником престола.
В 1919 году брак Екатерины и Чакрабона распался. Причиной тому стала двоюродная племянница Чакробона — Чавалит, которую он захотел сделать своей второй женой. Екатерина боролась за свой брак: «Прошу об одном — о сочувствии. Думай обо мне, как о больной, единственным лекарством для которой являешься ты… Я все ещё люблю тебя», — писала она мужу. Однако становиться третьей лишней гордая женщина не собиралась.
В 1919 году уехала в Шанхай, где поселился её брат и была большая русская диаспора. Позднее вышла замуж за американца Гарри Клинтона Стоуна. Впоследствии они переехали в Париж, где Десницкая провела остаток жизни.
Один только раз к ней привезут её единственную внучку — Нарису Чакрабон (р.1956), дочь её сына Чулы и его жены англичанки Элизабет Хантер. В 1995 году Нариса Чакрабон в соавторстве с Айлин Хантер (своей тёткой по материнской линии) выпустит книгу «Катя и принц Сиама».
Нариса поддерживает хорошие отношения со своими кузенами из рода Десницких в Париже и Санкт-Петербурге. Её сын, правнук Екатерины — известный в Таиланде и за его пределами музыкант и композитор Хьюго Чакрабон Леви, женат на тайской актрисе Тасанавалай Онгартиттичай.

## В искусстве
История любви принца Чакрабона и Екатерины Десницкой описана:
- в одной из глав книги Паустовского «Далёкие годы» (1946): краткий пересказ с вымышленным отравлением Екатерины толчёным стеклом и её смертью в Сиаме;
- в романе Г. Востоковой «Нефритовый слонёнок» (1989);
- в рассказе Виктора Шкловского «Подписи к картинкам» (1928);
- в книге внучки, принцессы Таиланда Нариссы Чакрабон «Катя и принц Сиама».

В 2011 году по этой книге в Екатеринбургском театре оперы и балета был поставлен одноимённый балет.
На историю Екатерины Десницкой и принца Чакрабона намекается в детской сказочной повести Льва Кассиля «Будьте готовы, Ваше Высочество!» (1964). Автор объявляет, что под придуманной им страной Джунгахорой имеется в виду реальная страна, и персонажи тоже не совсем вымышлены. Главный герой повести — юный принц Джунгахоры, внук русской бабушки «Бабашуры» и джунгахорского наследного принца. Встретив русскую девочку, принц говорит, что когда она вырастет, она будет врачом и вообще очень напоминает ему бабушку.

Детский писатель Кассиль даже написал некогда очень популярную повесть «Будьте готовы, Ваше высочество!» — про принца некоего государства, похожего на Таиланд, попавшего в советский пионерский лагерь. Кажется, это был «Артек».— Березин В.С. «Виктор Шкловский»

У Шкловского есть рассказ в коротких сценках, который называется «Подписи к картинкам».
Этот рассказ входит в книгу «Гамбургский счёт».
В нём история про то, как к автору приходит опустившийся человек и приносит старые картинки из журналов. Человек этот конченый, но вокруг его подарка Шкловский выстраивает историю принца Чакрабона.— Березин В.С. «Виктор Шкловский»

## Документалистика
- Документальный фильм. Сценарий: С. Алексеев. Режиссёр: Д. Марковцев. 2014 г (25 февраля 2014). Катя и принц. История одного вымысла.  39 мин. Россия-Культура. {{cite episode}}: |series= пропущен или пуст (справка); Внешняя ссылка в |credits= (справка)